# FeardotCom
FeardotCom és una pel·lícula de terror del 2002 dirigida per William Malone, i protagonitzada per Stephen Dorff, Natascha McElhone i Stephen Rea. La trama detalla un detectiu de la ciutat de Nova York que investiga una sèrie de morts misterioses connectades a un lloc web inquietant. El segon llargmetratge del director Malone per a Warner Bros. després de l'estrena de House on Haunted Hill (La mansió de les tenebres) (1999), FeardotCom va ser una companyia internacional. -producció entre empreses amb seu als Estats Units, Luxemburg, Alemanya i el Regne Unit. La pel·lícula es va rodar a Luxemburg i Montreal, Canadà.
FeardotCom es va estrenar als Estats Units el 30 d'agost de 2002. FeardotCom va ser atacada de manera aclaparadora per la crítica i va ser un fracàs de taquilla. FeardotCom també va ser una de les 22 pel·lícules que van rebre una qualificació "F" del públic enquestat a CinemaScore. Va recaptar 18,9 milions de dòlars arreu del món amb un pressupost de 40 milions de dòlars.

## Argument
Mike Reilly és un detectiu del NYPD que és cridat a l'escena d'una mort misteriosa al sistema de metro. La víctima, Polidori, presenta sagnat pels ulls i altres orificis i, per l'aspecte congelat del seu rostre, sembla haver vist alguna cosa horrorosa abans de ser atropellat per un tren. L'investigador del Departament de Salut Terry Huston també està intrigat per la troballa, sobretot quan apareixen diverses víctimes amb símptomes idèntics.
Quan es descarta un virus contagiós, Terry i Mike s'uneixen per descobrir què podria estar matant aquestes persones. Inicialment són incapaços de trobar res que connecti les morts entre si; Després de buscar més pistes, finalment descobreixen que tots els ordinadors de les víctimes es van estavellar poc abans de la seva mort. Envien cadascun dels discs durs de les víctimes a l'amiga de Mike, Denise Stone, que és especialista forense.
Denise descobreix que totes les víctimes havien visitat un lloc web anomenat Feardotcom.com, on es descriu un assassinat per tortura voyeurista. En mirar el mateix lloc, Denise és sotmesa a diverses vistes i sons de tortura que finalment la fan embogir, provocant-li la mort en caure des de la finestra del seu apartament.
Mike se sent culpable, pensant que mai hauria d'haver implicat Denise en el cas. Terry descobreix que les persones que visiten el lloc web moren en 48 hores, pel que sembla pel que més temien a les seves vides. Malgrat aquest coneixement tan perillós, tant ella com Mike visiten el lloc per esbrinar què està passant.
Quan comencen a experimentar paranoia i al·lucinacions (com el difunt), inclosa la d'una noia i la seva pilota inflable, corren contra el temps per esbrinar si alguna d'elles té alguna connexió amb un assassí en sèrie extremadament viciós, Alistair Pratt, que fa anys que eludeix Mike i l'FBI.
Es revela que Feardotcom és, de fet, un lloc fantasma creat per una de les primeres víctimes de Pratt, que busca venjança perquè la gent la veia torturada i assassinada. Va ser torturada per Pratt durant 48 hores abans de suplicar-li que la matés, la qual cosa explica que les víctimes tenen 48 hores de vida. Mike i Terry localitzen Pratt i alliberen l'esperit de la noia assassinada del lloc web, que mata a Pratt. Tanmateix, Mike també és assassinat per Pratt.
L'escena final mostra la Terry estirada al seu llit amb el seu gat. Sona el telèfon però ella no sent ningú a la línia, només estàtica en línia. Penja i abraça el gat.

## Repartiment
- Stephen Dorff com el detectiu Mike Reilly
- Natascha McElhone com a Terry Huston
- Stephen Rea com Alistair Pratt
- Udo Kier com a Polidori
- Amelia Curtis com a Denise Stone
- Jeffrey Combs com el detectiu Sykes
- Nigel Terry com a Turnbull
- Gesine Cukrowski com a Jeannie Richardson
- Michael Sarrazin com a Frank Bryant
- Anna Thalbach com a Kate
- Siobhan Flynn com Thana Brinkman
- Joan McBride com a Sra. Richardson
- Elizabeth McKechnie com Alice Turnbull
- Arnita Swanson com a Barlow
- Gordon Peters com a Rooney
- Nils Brunkhorst com a presoner
- Sven Pippig com a Henry
- Anja Van Greuningen com Ashley
- Anjelika Khromova com la mare d'Ashley
- Matthias Schweighöfer com a Dieter Schrader
- Birthe Wolter com a Nina Blank

## Producció
El productor Moshe Diamant va contractar inicialment Josephine Coyle per escriure un guió que girava al voltant d'una dona que utilitza la seva sexualitat i Internet per atraure víctimes i originalment era una pel·lícula de terror eròtica destinada a Zalman King especialitzat en pel·lícules eròtiques.Mentre Coyle investigava, va considearr la idea que l'energia no es pot crear ni destruir i va pensar que la idea d'utilitzar Internet com a canal per a l'energia d'una dona assassinada que busca venjar-se del seu assassí era una ruta d'interès per prendre el concepte.A Malone li va agradar el guió de Coyle i la va acreditar com a ganxo inicial, però Malone va fer algunes reescriptures sense acreditar, especialment pel que fa al final, així com la inclusió de seqüències d'al·lucinacions.
Malone va afirmar que el seu objectiu quan va acceptar dirigir era que tota la pel·lícula semblés "bàsicament un malson". Stephen Dorff va ser el protagonista de la pel·lícula, mentre que Stephen Rea va ser elegit com el dolent basat en l'apreciació que Malone li va fer com un dels seus "actors preferits". Natascha McElhone va ser elegida com a protagonista femenina, i Malone va declarar en retrospectiva que sentia que havia estat mal interpretada: "Vull dir, m'encanta tenir-la a la pel·lícula, no m'equivoquis, però la pel·lícula s'hauria d'haver reescrit per a ella, en lloc d'escriure-la per algú que estava mostrant com és de bona en la seva feina. Natascha té aquest tipus de competència i elegància, així que no ho compres amb ella." Jeffrey Combs, que havia aparegut a l'anterior llargmetratge de Malone, House on Haunted Hill, va ser contractat per un paper secundari com a detectiu.
Tot i que està ambientada a la ciutat de Nova York, la pel·lícula es va rodar a Montreal, Quebec, Canadà, i a Luxemburg. El director William Malone no tenia la intenció de rodar la pel·lícula a Luxemburg, però va afirmar que els productors havien buscat llocs allà on creien que "semblaven" Nou York; com a resultat, Malone va dir que la pel·lícula va acabar sent una "visió estranya de Nova York en lloc de "ser" Nova York". Algunes escenes , com els de les estacions de metro, es van rodar en platós construïts construïts sobre escenaris sonors. Malone va declarar en un comentari d'àudio que la majoria de les escenes interiors també es van rodar en plató.
El lloc web que apareix a la pel·lícula va ser dissenyat per una empresa de disseny digital amb seu a Berlín.

## Estrena
La pel·lícula es va estrenar el 9 d'agost de 2002 a Corea del Sud i el 30 d'agost de 2002 als Estats Units i Canadà. Rebrà estrenes en cinemes posteriors a nombrosos països durant els mesos següents, debutant al Regne Unit i Irlanda el 27 de juny de 2003.
La pel·lícula es va estrenar en VHS i DVD el 14 de gener de 2003.

### Classificació
La pel·lícula va ser originàriament classificada NC-17 pel Motion Picture Association of America a causa de la violència extrema. Després de múltiples retallades i apel·lacions, la MPAA finalment va tornar a qualificar la pel·lícula R per "violència que inclou imatges horripilants de tortura, nuesa i llenguatge".

## Recepció

### Taquilla
La pel·lícula es va estrenar al número 5 de la taquilla dels Estats Units darrere de Signs, My Big Fat Greek Wedding, Triple X i Spy Kids 2: The Island of Lost Dreams, i va recaptar 5,7 milions de dòlars el cap de setmana d'obertura que es va mostrar a 2.550 pantalles. Va guanyar 2,3 milions de dòlars addicionals el cap de setmana següent (del 6 al 8 de setembre) i 982.450 $ el cap de setmana següent (del 13 al 15 de setembre). La pel·lícula es va projectar als cinemes dels Estats Units. fins a Halloween, tot i que el cap de setmana del 25 d'octubre, el nombre de pantalles on es mostrava s'havia reduït a un total de 92 pantalles.
El total brut nacional de la pel·lícula va ser de 13,3 milions de dòlars i 5,6 milions de dòlars internacionals, amb un total de 18,9 milions de dòlars a tot el món.

### Resposta crítica
Al lloc web de l'agregador de ressenyes Rotten Tomatoes, el 3% de les crítiques de 101 crítiques són positives, amb una valoració mitjana de 2,9/10. El consens del lloc web diu: Tan frustrant com un error 404, "Fear Dot Com" és un embolic elegant, incoherent i sovint desagradable amb pocs ensurts. Metacritic, que utilitza una mitjana ponderada, va assignar a la pel·lícula una puntuació de 16 sobre 100, basada en 20 crítics, la qual cosa va indicar una "aversió aclaparadora". El públic enquestat per CinemaScore va donar a la pel·lícula una rara nota "F" en una escala d'A+ a F.
Roger Ebert va criticar la pel·lícula per la seva falta d'originalitat, específicament, i la seva violència manifesta. Mark Kermode de The Observer i Cynthia Fuchs de PopMatters va escriure sobre la similitud de la premissa amb la pel·lícula japonesa Kairo i el Videodrome de David Cronenberg, com així com Ringu de Hideo Nakata.
La revista Empire va donar a la pel·lícula una de cinc estrelles, titllant-la de "sens dubte l'horror menys imaginatiu i més patètic de la dècada". The Guardian la va anomenar "pel·lícula de terror desagradable i mal interpretada […] com My Little Eye de Marc Evans o l'execrable Demonlover d'Olivier Assayas, aconsegueix ser alhora lasciva i molt, molt ingènua pel que fa al Internet." Roger Ebert va donar a la pel·lícula dues de quatre estrelles i va escriure, "estrany, com bona és FeardotCom, i que dolenta. El guió és un embolic, i tanmateix les imatges són tan creatives que és una de les rares pel·lícules dolentes que potser voldries veure" i elogiant els últims 20 minuts com una cosa que, si "hagués estat produïda per un impressionista alemany en el 1920, en diríem una obra mestra." Va afegir: "La pel·lícula és extremadament violenta; va evitar la qualificació NC-17 i va guanyar una R, entenc, després de múltiples retallades i apel·lacions, i fins i tot ara és una de les pel·lícules de terror més gràfiques que he vist."
Jami Bernard, del New York Daily News, va dir: "La història és un desastre, algunes de les imatges són ofensives, l'actuació sota paritat i el diàleg ximple." Claudia Puig de USA Today va dir: " Feardotcom és l'equivalent cinematogràfic del correu brossa a la vostra safata d'entrada de correu electrònic". A més, Mick LaSalle del San Francisco Chronicle  va dir: "El que obtenim a FearDotCom s'assembla més a una mala pel·lícula de Clive Barker. En altres paraules, és pitjor que dolent," mentre que Stephen Holden de The New York Times va dir que "és tan divagant i desconnectada que mai no genera cap suspens".
Escrivint per a The Globe and Mail, Liam Lacey va escriure sobre el potencial de la pel·lícula per a estatus de culte, i va afegir: "però la progressió de la pel·lícula cap a una incoherència divagadora dona un nou significat a la frase "error fatal d’script.'" Andrew Manning de Radio Free Entertainment va dir: "De tota la brossa que havia de veure el 2002, la insípida FearDotCom es classifica fàcilment entre les pitjors," i Oz d'eFilmCritic.com va declarar: "En un any que ens ha donat algunes de les pitjors pel·lícules de tots els temps, segurament aquesta ha de ser la pitjor, i és una cosa difícil fer ombra a The Master of Disguise.

En el seu llibre The Cinema Dreams Its Rivals: Media Fantasy Films from Radio to the Internet, l'estudiós cinematogràfic Paul Young va elogiar la fosca cinematografia de la pel·lícula, escrivint: 
| « | FearDotCom es nega a permetre que les CGI penetrin en la seva posada en escena... FearDotCom està ambientada a Nova York, però en comptes de proporcionar skylines digitalitzats i localitzacions millorades per difuminar les diferències, FearDotCom simplement submergeix la ciutat a la foscor... En efecte, [aconsegueix] encarnar un sentit del que "era" la pel·lícula abans de la CGI, un sentit que subratlla mitjançant la construcció del seu entorn de pel·lícules Monogram B al voltant d'Internet. | » |

### Reconeixements
FeardotCom va guanyar el premi a la "Pitjor Pel·lícula" als Premis de la Dallas-Fort Worth Film Critics Association de 2003 i el i "Gran Premi de Cinema Fantastic Europeu en Plata" al Fantafestival 2003. Va ser nominada al "Gran Premi del Cinema Fantastic Europeu d'Or" al Festival de Cinema Fantàstic d'Amsterdam de 2004 i a la "Millor Pel·lícula" al XXXV Festival Internacional de Cinema Fantàstic de Catalunya.

## Obres citades
- Kane, Paul; O'Regan, Marie. Voices in the Dark: Interviews with Horror Writers, Directors and Actors.  McFarland, 2010. ISBN 978-0-786-45672-7. OCLC 663459142.
- Malone, William; Sebaldt, Christian (2003). FeardotCom. comentari d'àudio (DVD). Warner Bros.

## Enllaços externks
- Web oficial (a Internet Archive, 29 de novembre de 2002)